# Diol geminal

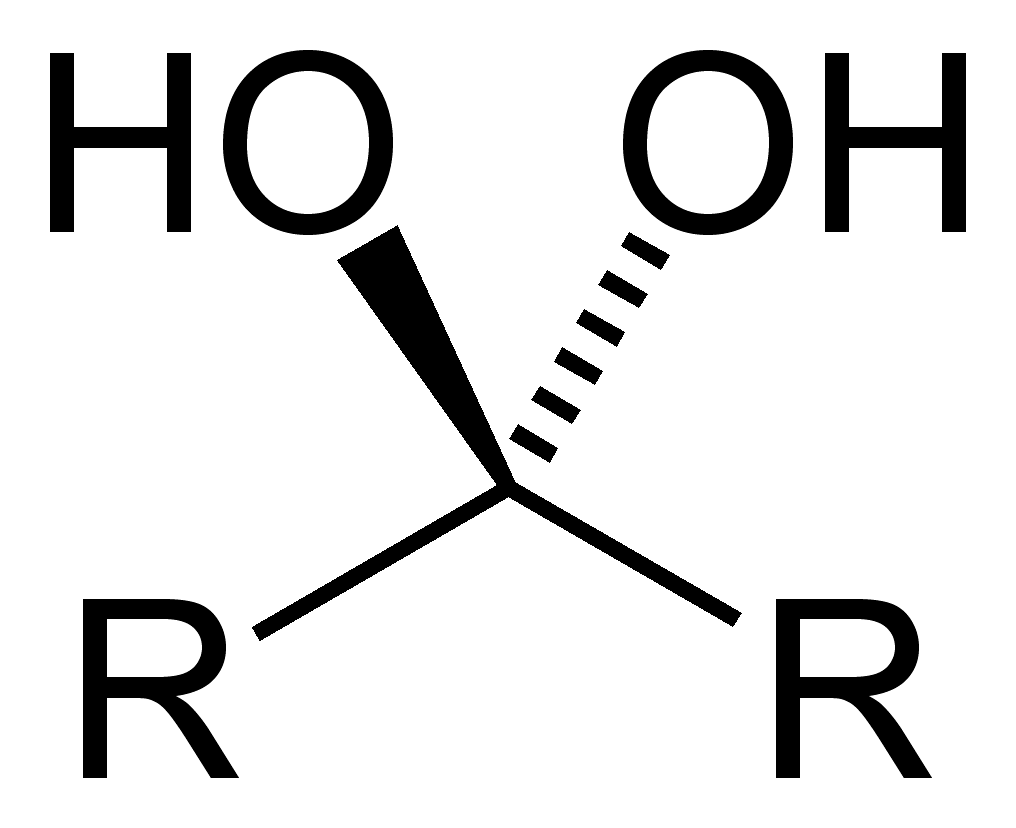
Diols geminals

Un diol geminal, en anglès: geminal diol (o abreujat gem-diol) és qualsevol compost orgànic que tingui dos grups funcionals hidroxil (-OH) amb enllaç covalents al mateix àtom de carboni.
Són una subclasse dins els alcohols.
El diol geminal més simple és el metanediol CH₄O₂ o H₂C(OH)₂.